# Борисово (Пригородное сельское поселение)
Борисово — деревня в Переславском районе Ярославской области.

## География
Находится в южной части Ярославской области на расстоянии приблизительно 8 км на юг-юго-запад по прямой от районного центра города Переславль-Залесский.

## История
Деревня была отмечена еще на карте 1808 года. В 1859 году здесь (деревня Переславского уезда Владимирской губернии) было учтено 32 двора, в 1940 — 49. До 2018 года входила в состав Пригородного сельского поселения. Ныне растущая дачная деревня.

## Население
Численность населения: 203 человека (1859 год), 0 как в 2002 году, так и в 2010.